# Dolichoderus luederwaldti
Dolichoderus luederwaldti är en myrart som beskrevs av Santschi 1921. Dolichoderus luederwaldti ingår i släktet Dolichoderus och familjen myror. Inga underarter finns listade i Catalogue of Life.